# Costa di Rovigo
Costa di Rovigo är en ort och kommun i provinsen Rovigo i regionen Veneto i Italien. Kommunen hade 2 496 invånare (2018).